# Carl Peter Holbøll
Carl Peter Holbøll (Kopenhagen, 31 december 1795 - noorden van de Atlantische Oceaan, voorjaar 1856) was een Deense marineofficier, ornitholoog,  plantkundige en entomoloog.  

## Biografie
Holbøll diende van 1825 tot 1828 als koninklijk inspecteur in Noord-Groenland en van 1828 tot 1856 in dezelfde functie in Zuid-Groenland. In die tijd begon zijn belangstelling voor natuurlijke historie. Eerst hield hij zich alleen bezig met walvisvaart en handel. Later was hij als inspecteur betrokken bij veel meer zaken en spande hij zich in voor beter onderwijs op Groenland.
's Winters verbleef hij meestal in Denemarken. In het voorjaar van 1856 scheepte hij in Kopenhagen in voor een reis terug naar Groenland, maar dit schip is nooit op zijn bestemming gearriveerd.

## Werk
Zijn belangrijkste werk is een artikel over de vogels van Groenland. Hij beschreef hierin de witstuitbarmsijs (Carduelis hornemanni) die hij vernoemde naar Jens Wilken Hornemann. Een ondersoort in Noordoost-Azië en Noord-Amerika van de roodhalsfuut is naar hem genoemd: Podiceps grisegena holbollii. 

## Publicatie
- Ornithologiske Biddrag til den grønlandske Fauna. In: Naturhistorisk Tidsskrift 4, S. 361–457. 1843.